# 歯科技工士養成所
歯科技工士養成所（しかぎこうしようせいじょ）とは、厚生労働大臣に指定を受けた歯科技工士を養成する施設である。文部科学大臣の指定を受けた歯科技工士学校とは区別される。

## 概要
卒業すると、歯科技工士国家試験の受験資格が得られ、2年間でおおよそ300万〜400万ほどの学費がかかる。近年、大学全入時代・少子化などの影響で志願者は減少傾向にあり、将来の高齢化社会に向け臨床現場では人材不足傾向が強い。2000年ごろまでは72校で教育が行われていたが、志願者の減少に伴い閉校・閉科が続き、2019年4月現在では、大学3校（国立2校、私立1校）、短期大学2校、専門学校48校の合計52校で教育が行われている

## 学校一覧

### 大学
2023年現在、大学である歯科技工士養成所は、募集停止校を除き3校存在する。
| 学校名           | 学部名       | 学科名         | 専攻・コース名   | 所在地         |
| ---------------- | ------------ | -------------- | ---------------- | -------------- |
| 東京医科歯科大学 | 歯学部       | 口腔保健学科   | 口腔保健工学専攻 | 東京都文京区   |
| 大阪歯科大学     | 医療保健学部 | 口腔工学科     |                  | 大阪府枚方市   |
| 広島大学         | 歯学部       | 口腔健康科学科 | 口腔工学専攻     | 広島県東広島市 |

### 短期大学
2023年現在、短期大学である歯科技工士養成所は、募集停止校を除き2校存在する。
| 学校名                   | 学科名         | 専攻・コース名 | 所在地         |
| ------------------------ | -------------- | -------------- | -------------- |
| 日本歯科大学東京短期大学 | 歯科技工学科   |                | 東京都千代田区 |
| 明倫短期大学             | 歯科技工士学科 |                | 新潟県新潟市   |

### 専修学校・各種学校
2023年現在、専修学校、または各種学校である歯科技工士養成所は、募集停止校を除き42校存在する。
| 学校名                               | 学科名                   | 修業年限 | 所在地           |
| ------------------------------------ | ------------------------ | -------- | ---------------- |
| 札幌歯科学院専門学校                 | 歯科技工士科             | 2年制    | 北海道札幌市     |
| 北海道歯科技術専門学校               | 歯科技工士科             | 2年制    | 北海道北広島市   |
| 吉田学園医療歯科専門学校             | 歯科技工士科             | 2年制    | 北海道札幌市     |
| 仙台歯科技工士専門学校               | 歯科技工士科             | 2年制    | 宮城県仙台市     |
| 東北歯科専門学校                     | 歯科技工士科             | 2年制    | 福島県郡山市     |
| 茨城歯科専門学校                     | 歯科技工士科             | 2年制    | 茨城県水戸市     |
| 栃木県立衛生福祉大学校               | 歯科技術学部歯科技工学科 | 2年制    | 栃木県宇都宮市   |
| 埼玉歯科技工士専門学校               | 歯科技工士学科           | 2年制    | 埼玉県さいたま市 |
| 新東京歯科技工士学校                 | 歯科技工士科Ⅰ部          | 2年制    | 東京都大田区     |
| 新東京歯科技工士学校                 | 歯科技工士科午後部       | 3年制    | 東京都大田区     |
| 東邦歯科医療専門学校                 | 歯科技工士学科           | 2年制    | 東京都日野市     |
| 日本大学歯学部附属歯科技工専門学校   | 歯科技工士学科           | 3年制    | 東京都千代田区   |
| 新横浜歯科衛生士・歯科技工士専門学校 | 歯科技工士科             | 2年制    | 神奈川県横浜市   |
| 横浜歯科医療専門学校                 | 歯科技工士学科           | 2年制    | 神奈川県横浜市   |
| 富山歯科総合学院                     | 歯科技工士科             | 2年制    | 富山県富山市     |
| 金沢医療技術専門学校                 | 歯科技工学科             | 2年制    | 石川県金沢市     |
| 岐阜県立衛生専門学校                 | 歯科技工学科             | 2年制    | 岐阜県岐阜市     |
| 愛知学院大学歯科技工専門学校         | 歯科技工士科（本科）     | 2年制    | 愛知県名古屋市   |
| 東海歯科医療専門学校                 | 歯科技工士科             | 2年制    | 愛知県名古屋市   |
| 名古屋歯科医療専門学校               | 歯科技工士科             | 2年制    | 愛知県名古屋市   |
| 京都歯科医療技術専門学校             | 技工士科                 | 2年制    | 京都府京都市     |
| 大阪大学歯学部附属歯科技工士学校     | 歯科技工学科             | 2年制    | 大阪府吹田市     |
| 新大阪歯科技工士専門学校             | 歯科技工科Ⅰ部            | 2年制    | 大阪府大阪市     |
| 新大阪歯科技工士専門学校             | 歯科技工科Ⅱ部            | 3年制    | 大阪府大阪市     |
| 東洋医療専門学校                     | 歯科技工士学科           | 3年制    | 大阪府大阪市     |
| 日本歯科学院専門学校                 | 歯科技工士学科           | 2年制    | 大阪府東大阪市   |
| 島根県歯科技術専門学校               | 歯科技工士科             | 2年制    | 島根県松江市     |
| 岡山歯科技工専門学院                 | 歯科技工学科             | 2年制    | 岡山県岡山市     |
| 広島歯科技術専門学校                 | 歯科技工科               | 2年制    | 広島県廿日市市   |
| 徳島歯科学院専門学校                 | 歯科技工士科             | 2年制    | 徳島県徳島市     |
| 香川県歯科医療専門学校               | 技工士科                 | 2年制    | 香川県高松市     |
| 河原医療大学校                       | 歯科技工学科             | 2年制    | 愛媛県松山市     |
| 九州歯科技工専門学校                 | 歯科技工士本科           | 2年制    | 福岡県飯塚市     |
| 博多メディカル専門学校               | 歯科技工士科             | 2年制    | 福岡県福岡市     |
| 九州医療専門学校                     | 歯科技工士本科           | 2年制    | 佐賀県鳥栖市     |
| 熊本歯科技術専門学校                 | 歯科技工士科             | 2年制    | 熊本県熊本市     |
| IVY大分医療総合専門学校              | 歯科技工学科             | 2年制    | 大分県大分市     |
| 大分県歯科技術専門学校               | 歯科技工科               | 2年制    | 大分県別府市     |
| 宮崎歯科技術専門学校                 | 歯科技工士科             | 2年制    | 宮崎県宮崎市     |
| 鹿児島歯科学院専門学校               | 歯科技工士科             | 2年制    | 鹿児島県鹿児島市 |

## 閉校・閉科・募集停止の学校
- （北海道）旭川歯科学院専門学校/北海道高等聾学校 - 2006年技工科を閉科
- （青森）青森歯科医療専門学校 - 歯科技工士科の募集停止
- （秋田）秋田県歯科医療専門学校 - 2008年歯科技工士科を閉科
- （岩手）岩手医科大学医療専門学校 - 2020年歯科技工学科廃止
- （宮城）東北大学歯学部附属歯科技工士学校-2021年閉校
- （宮城）東北歯科技工専門学校- 募集停止
- （山形）山形歯科専門学校 - 技工科を閉科
- （福島）福島県立総合衛生学院 - 2010年歯科技工学科の閉科
- （東京）東京歯科技工専門学校 - 2010年閉校
- （東京）愛歯技工専門学校 - 2019年閉校
- （千葉）筑波大学附属聴覚特別支援学校 - 高等部専攻科歯科技工科募集停止
- （神奈川）神奈川歯科大学附属歯科技工専門学校 - 2011年閉校
- （長野）松本歯科大学衛生学院 - 2006年閉科
- （石川）石川県歯科医師会立歯科医療専門学校　歯科技工士科募集停止
- （福井）福井歯科専門学校
- （静岡）沼津歯科技工専門学校
- （愛知）専門学校名古屋デンタル技工士学院
- （滋賀）滋賀県歯科技工士専門学校 - 2019年閉校
- （大阪）大阪府立堺聾学校（現：大阪府立だいせん聴覚高等支援学校） - 2006年閉科
- （大阪）行岡医学技術専門学校
- （大阪）大阪歯科大学歯科技工士専門学校 - 2018年閉校
- （三重）三重県立公衆衛生学院 - 2010年度歯科技工学科閉科
- （兵庫）兵庫歯科学院専門学校 - 2007年閉科
- （兵庫）尼崎口腔衛生センター附属尼崎歯科専門学校 - 2010年歯科技工学科の閉科
- （鳥取）鳥取歯科技工専門学校 - 募集停止
- （山口）下関歯科技工専門学校 - 募集停止
- （愛媛）愛媛県立歯科技術専門学校 - 2010年閉校
- （高知）高知県歯科技工専門学校 - 2010年歯科技工学科の閉科
- （長崎）長崎歯科技術専門学校 - 2019年閉校